# Dekanat piaseczyński
Dekanat piaseczyński – jeden z 25 dekanatów rzymskokatolickich archidiecezji warszawskiej wchodzącej w skład metropolii warszawskiej. Według stanu na maj 2020, dziekanem dekanatu był ks. prałat Andrzej Krynicki, proboszcz parafii Świętej Anny w Piasecznie. W skład dekanatu wchodzi 11 parafii:
- Matki Bożej Wspomożenia Wiernych w Głoskowie
- św. Rocha w Jazgarzewie
- Św. Józefa Opiekuna Pracy w Józefosławiu
- Świętej Rodziny w Kamionce
- bł. ks. Jerzego Popiełuszki w Mysiadle
- Parafia św. Anny w Piasecznie
- Parafia Matki Bożej Różańcowej w Piasecznie
- Parafia Najświętszej Maryi Panny Wspomożenia Wiernych w Piasecznie-Zalesiu Dolnym
- Zesłania Ducha Świętego w Starej Iwicznej
- Św. Huberta w Zalesiu Górnym
- Św. Jadwigi Królowej w Żabieńcu